# Cezary Józefiak
Cezary Brunon Józefiak (ur. 2 lipca 1932 w Łodzi, zm. 5 stycznia 2007 w Warszawie) – polski ekonomista, profesor nauk ekonomicznych, senator I kadencji, członek Rady Polityki Pieniężnej (1998–2004).

## Życiorys
W latach 1955–1981 był członkiem Polskiej Zjednoczonej Partii Robotniczej. Ukończył studia ekonomiczne na Uniwersytecie Warszawskim, uzyskał stopień doktora, a w 1970 habilitował się na Uniwersytecie Łódzkim. Otrzymał następnie tytuł profesorski w zakresie nauk ekonomicznych. W latach 1971–1975 pracował jako dziekan Wydziału Ekonomiczno-Socjologicznego UŁ. W 1975 został kierownikiem Zakładu Teorii Wzrostu Gospodarczego UŁ. W latach 1980–1989 był członkiem Komisji do spraw Reformy Gospodarczej w Polsce.
Podczas wydarzeń sierpniowych w 1980 przyłączył się do skierowanego do władz komunistycznych apelu 64 naukowców, literatów i publicystów o podjęcie dialogu ze strajkującymi robotnikami. W latach 80. pełnił funkcję doradcy „Solidarności”. Przewodniczył podkomisji polityki gospodarczej w rozmowach Okrągłego Stołu. W wyborach parlamentarnych w 1989 kandydował do Senatu z ramienia Komitetu Obywatelskiego. 19 czerwca 1989 pokonał w II turze wyborów Jana Płócienniczaka, oficera Milicji Obywatelskiej, prowadzącego telewizyjny Magazyn Kryminalny 997 i zdobył mandat senacki. Kampanię wyborczą prowadził wówczas pod hasłem „Profesor w Senacie, milicjant w komisariacie!”. W latach 1989–1991 pełnił funkcję przewodniczącego senackiej Komisji Gospodarki Narodowej, zasiadał także w Komisji Spraw Zagranicznych i Komisji Ustawodawstwa Gospodarczego.
Związany ze środowiskiem Unii Demokratycznej, a potem Unii Wolności. W 2004 był kandydatem UW w wyborach do Parlamentu Europejskiego.
W latach 1990–1991 zasiadał w Radzie Ekonomicznej przy prezesie Rady Ministrów. W okresie 1990–1993 był dyrektorem Instytutu Nauk Ekonomicznych Polskiej Akademii Nauk, w latach 1993–1997 członkiem Rady Naukowej Zakładu Badań Statystyczno-Ekonomicznych Głównego Urzędu Statystycznego i Polskiej Akademii Nauk. W latach 1992–1997 wchodził w skład Rady Naukowej przy prezesie Narodowego Banku Polskiego. W okresie 1995–1999 był prezydentem Centrum im. Adama Smitha. W latach 1998–2004 zasiadał w Radzie Polityki Pieniężnej.
Pochowany w alei zasłużonych cmentarza Doły przy ul. Smutnej w Łodzi (kwatera XXXII, rząd 28, grób 17).

## Odznaczenia i upamiętnienie
W 2000 otrzymał Krzyż Oficerski Orderu Odrodzenia Polski, a w 2003 odznakę honorową „Za zasługi dla bankowości Rzeczypospolitej Polskiej”.
Jego imieniem nazwano aleję w Łodzi (2008) oraz aulę na Uniwersytecie Łódzkim (2019).